# Shirley Mason
Pour les articles homonymes, voir Mason.
Shirley Mason est une actrice américaine née le 6 juin 1900 à Brooklyn, État de New York (États-Unis), décédée le 27 juillet 1979 à Los Angeles (Californie).

## Biographie
Shirley Mason était la sœur de l'actrice Viola Dana et la femme du réalisateur Bernard J. Durning.

## Filmographie
- 1910 : A Christmas Carol (en)
- 1911 : April Fool
- 1911 : Betty's Buttons : Betty
- 1911 : For the Queen
- 1911 : At the Threshold of Life
- 1911 : Uncle Hiram's List
- 1912 : Children Who Labor : Mabel
- 1912 : Mary Had a Little Lamb : Mary
- 1912 : The Street Beautiful : Rosa
- 1912 : The Little Girl Next Door
- 1912 : Uncle Mun and the Minister
- 1912 : A Fresh Air Romance : Rose's Sister
- 1912 : The Third Thanksgiving
- 1913 : A Youthful Knight
- 1913 : The Risen Soul of Jim Grant
- 1913 : The Two Merchants
- 1913 : Her Royal Highness
- 1913 : The Dream Fairy
- 1913 : A Mistake in Judgment
- 1913 : The Embarrassment of Riches
- 1915 : The Portrait in the Attic
- 1915 : Shadows from the Past
- 1915 : Vanity Fair : Becky, as a child
- 1915 : An Unwilling Thief
- 1915 : The Little Saleslady
- 1915 : Blade o' Grass
- 1916 : The Littlest Magdalene
- 1916 : Celeste of the Ambulance Corps
- 1917 : Envy : Eve Leslie
- 1917 : Where Love Is : Aline Marden
- 1917 : Pride : Eve Leslie
- 1917 : Greed (film, 1917)Greed : Eve Leslie
- 1917 : Sloth : Eve Leslie
- 1917 : Passion : Eve Leslie
- 1917 : Wrath : Eve Leslie
- 1917 : The Seventh Sin : Eve Leslie
- 1917 : The Law of the North : Edith Graham
- 1917 : The Tell-Tale Step : Lucia
- 1917 : The Light in Darkness (en) d'Alan Crosland : Hilary Kenyon
- 1917 : The Little Chevalier (en) d'Alan Crosland : The Little Chevalier / Diane de la Roche
- 1917 : The Lady of the Photograph : Marjorie Van Dam
- 1917 : The Awakening of Ruth : Ruth Hoagland
- 1917 : The Apple-Tree Girl (en) d'Alan Crosland : Charlotte Marlin
- 1917 : Cy Whittaker's Ward : Emily Thomas
- 1918 : The Wall Invisible
- 1918 : Come on In : Emmy Little
- 1918 : Good-Bye, Bill : Elsie Dresser
- 1919 : Les Trois Prétendants (en) (The Rescuing Angel) de Walter Edwards : Angela Deming
- 1919 : The Winning Girl : Jemmy Milligan
- 1919 : The Final Close-Up (en) de Walter Edwards : Nora Nolan
- 1919 : The Unwritten Code : Kiru-San
- 1919 : Putting It Over : Mary Stacey
- 1919 : Secret Service : Caroline Mitford
- 1920 : Son cornac (Her Elephant Man) de Scott R. Dunlap : Joan
- 1920 : L'Île au trésor (Treasure Island) de Maurice Tourneur : Jim Hawkins
- 1920 : Molly and I : Molly / Shirley Brown
- 1920 : Love's Harvest : Jane Day
- 1920 : The Little Wanderer : Jenny
- 1920 : Merely Mary Ann : Mary Ann
- 1920 : Janette chez les peaux-rouges (Girl of My Heart) d'Edward LeSaint : Joan
- 1920 : Flame of Youth d'Howard M. Mitchell : Beebe
- 1921 : Janette poupée chinoise (en) (Wing Toy) d'Howard M. Mitchell : Wing Toy
- 1921 : L'Allumeur de réverbères (The Lamplighter) : Gertie
- 1921 : The Mother Heart : May Howard
- 1921 : Janette et son Prince (Lovetime) de Howard M. Mitchell : Marie Gautier
- 1921 : Ever Since Eve : Célestine Le Farge
- 1921 : Queenie : Queenie Gurkin
- 1921 : Jackie de John Ford : Jackie
- 1922 : Pawn Ticket 210 : Meg
- 1922 : Little Miss Smiles de John Ford : Esther Aaronson
- 1922 : Le Roman de Janette (The Ragged Heiress) de Harry Beaumont : Lucia Moreton
- 1922 : Very Truly Yours : Marie Tyree
- 1922 : Lights of the Desert : Yvonne Laraby
- 1922 : The New Teacher : Constance Bailey
- 1922 : Youth Must Have Love : Della Marvin
- 1922 : Shirley of the Circus : Nita
- 1923 : Janette, jouet du destin (Lovebound) de Henry Otto : Bess Belwyn
- 1923 : Le Rayon mortel (The Eleventh Hour) de Bernard J. Durning : Barbara Hackett
- 1923 : Janette danseuse (South Sea Love) de David Solomon : Dolores Medina
- 1924 : Love Letters : Evelyn Jefferson
- 1924 : That French Lady : Inez de Pierrefond
- 1924 : Janette romancière (Great Diamond Mystery) de Denison Clift : Ruth Winton
- 1924 : My Husband's Wives : Vale Harvey
- 1924 : Star Dust Trail : Sylvia Joy
- 1924 : Curlytop : Curlytop
- 1925 : The Scarlet Honeymoon : Kay Thorpe
- 1925 : The Talker : Ruth Lennox
- 1925 : La Petite Boutiquière (Scandal Proof) de Edmund Mortimer : Enid Day / Grace Whitney
- 1925 : What Fools Men : Beatrice Greer
- 1925 : Lord Jim de Victor Fleming : Jewel
- 1926 : La Roche qui tue (Desert Gold) de George B. Seitz : Mercedes Castanada
- 1926 : Don Juan's Three Nights : Ninette Cavallar
- 1926 : Sweet Rosie O'Grady : Rosie O'Grady
- 1926 : Sin Cargo de Louis J. Gasnier : Eve Gibson
- 1926 : Rose of the Tenements : Rosie Rosetti
- 1927 : The Wreck (en) de William James Craft : Ann
- 1927 : Quelle averse ! (Let It Rain) de Edward F. Cline : La fille
- 1927 : Rich Men's Sons : Carla Gordon
- 1927 : Stranded : Sally Simpson
- 1927 : Sally in Our Alley de Walter Lang : Sally
- 1928 : The Wife's Relations : Patricia Dodd
- 1928 : Un punch à l'estomac (So This Is Love?) de Frank Capra : Hilda Jenson
- 1928 : Vultures of the Sea de Richard Thorpe
- 1928 : Runaway Girls : Sue Hartley
- 1929 : Anne Against the World : Anne
- 1929 : The Flying Marine : Sally
- 1929 : The Show of Shows de John G. Adolfi : Meet My Sister number
- 1929 : Dark Skies : Juanita Morgan